# Csendőrség

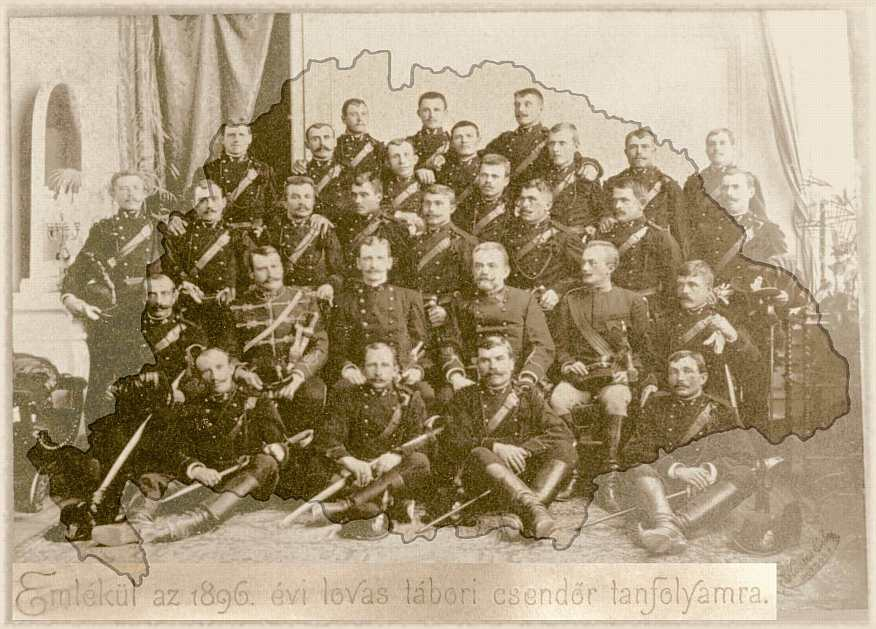
Egy 1896-os lovastáboricsendőr-tanfolyam emléklapja

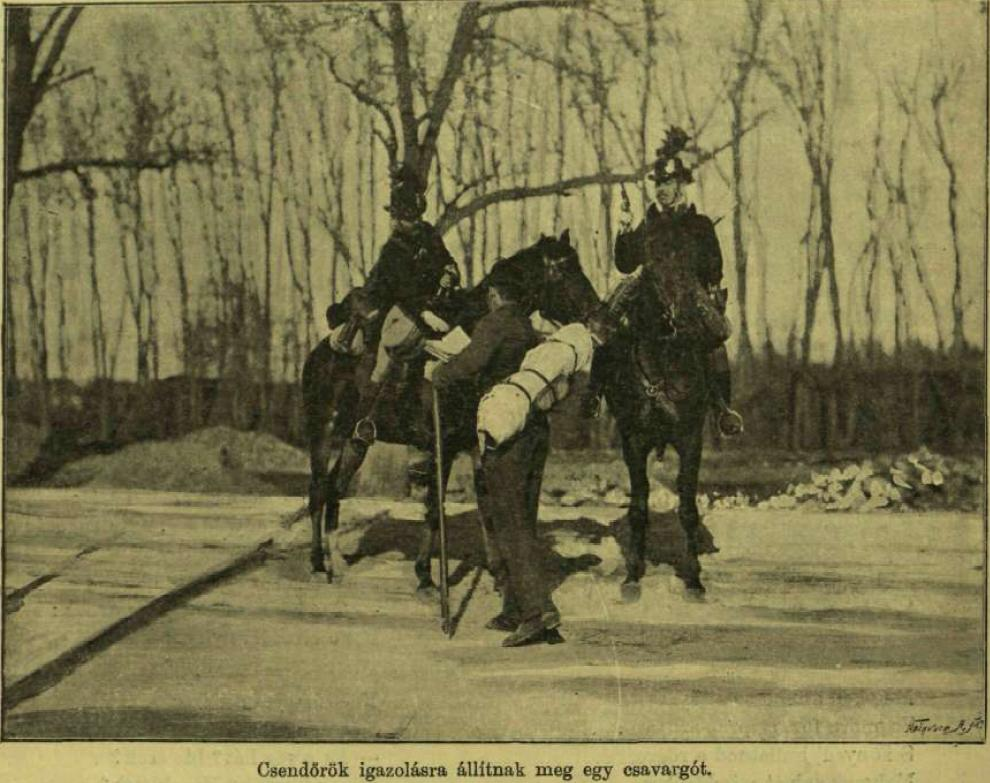
Magyar királyi lovascsendőrök csavargót igazoltatnak (Vasárnapi Ujság, 1897)

A csendőrség (korábban francia eredetű szóval zsandárság) Európa számos országában létező, helyenként szervezetileg részben a hadsereghez tartozó, katonai elvek szerint szervezett rendőri szerv, melynek fő feladata a rendfenntartás. Az európai csendőrségekhez hasonló testület Magyarországon a Készenléti Rendőrség.

## Története Magyarországon

### Eredete, elnevezése
A csendőrség szervezeti elveinek megfelelő, első közrendvédelmi testületet Franciaországban hozták létre gendarmerie (ejtsd: zsandármöri) néven Napóleon uralma idején. Az elnevezés végső forrása a „fegyveres férfiak” jelentésű gens d’arme kifejezés, ami a magyar nyelvbe pedig a kiejtés szerinti közelítő leírással zsandár formában került be.
 Maga a kifejezés nyelvújítási alkotás a zsandár szó magyarítására, a korábban már létrejött rendőr szó mintája alapján. A szó a csendőrző rövidülése vagy a csend őre értelmű birtokos összetétel folyománya, a "csend őrénél" jóval tágabb és erőteljesebb jelentéstartalommal. Elterjedését segíthette az is, hogy némi eltéréssel a zsandár szó magas hangrendű párjának érezhető.
A csendőr szó első ízben 1834-ben fordult elő a magyar nyelvben, addig – és később is párhuzamosan – a zsandár kifejezést használták.
Hivatalosan először a magyar képviselőházban 1873. február 8-án használták a csendőr szót.
A napóleoni háborúk alatt a Franciaországhoz csatolt Lombardiában is zsandárságot hoztak létre a császárság más részeihez hasonlóan. A terület 1815 után Ausztriához került, a korszerű közbiztonsági szervezetet azonban tovább működtették, az 1848-as forradalmak és a magyar szabadságharc után pedig kiterjesztették a birodalom egész területére, 1849-ben létrehozva a Császári-királyi Csendőrséget. Ennek magyarországi ezredeit az erdélyi és a horvátországi kivételével az 1867-es kiegyezés alapján megszüntették. A két megmaradt ezredből az erdélyit 1875-ben, a horvátországit 1876-ban a közös hadügyminisztérium helyett a magyar Honvédelmi Minisztérium és a Belügyminisztérium illetve a horvát bán alá rendelték, előbbit Magyar Királyi Erdélyi Csendőrparancsnokság, utóbbit pedig Magyar Királyi Horvát-szlavón Csendőrparancsnokság néven. A Magyar Királyi Csendőrséget 1881-ben lényegében az erdélyi csendőrség bázisán hozták létre, annak működését kiterjesztve az egész országra.
Összefoglalóan tehát megállapítható, hogy a Magyar Királyi Csendőrség nem csak szervezeti és működési elveiben, hanem tényleges szervezeti értelemben is a napóleoni gendarmerie örököse volt.

### 1849–1867
1849 év elején Felix zu Schwarzenberg javaslatára Bécsben birodalmi csendőrség létrehozásáról döntöttek a lombardiai csendőrség mintájára, részben annak szervezeti alapjain. A Császári Zsandárság felállításáról Alexander Bach által jegyzett 1849. június 8-iki császári rendelet határozott. Mivel azonban Bach hivatalától a császár megvonta a rendőri ügyeket, a szervezés feladata a „legfelsőbb rendőrhatóság főnökére”, Johann Kempen báróra hárult.
Az összbirodalmi közrendvédelmi hadseregként szervezett katonai alakulat fő feladata a nemzeti felkelés leverésében való segítség volt, emiatt a lakosság körében hamar gyűlölt szervezetté vált. Feladata a szabadságharc bukása után a betyárvilág felszámolására módosult. A szervezet feladatát elsődlegesen ügynökhálózat kiépítése útján teljesítette. Kempen altábornagy vezetése alatt 1855-ig 7545 hazaárulási per bizonyításában vettek részt.
A zsandárság ezredekre tagolódott, a Habsburg Birodalomban 1850-re hat zsandárezredet állítottak fel, ezt 1854-ben még kettő egészítette ki. majd számuk 16-ra nőtt, melyek közül három Magyarországon, egy-egy pedig Erdélyben, Horvátországban illetve a Szerb Vajdaságban működött. Az ezredek száma 1866-ra tízre csökkent, majd helyüket 15 országos csendőrparancsnokság vette át.

### 1867–1881
A zsandárság 1867-ben a kiegyezéskor szűnt meg az addigi Magyarország területén, ám az erdélyi és a horvátországi zsandárparancsnokság megmaradt (csak a nevük változott császári és királyi területi csendőrparancsnokságokra). Ez hosszú évekig támadási felületet adott a magyar politikusoknak Béccsel szemben. A szolgálati nyelv a német maradt, az egyenruha, a felszerelés nem változott. A felügyeletet a k. u. k. hadsereg területileg illetékes hadtestparancsnokságai látták el. 1876-ban azonban a magyar kormánynak sikerült elérnie, hogy ezt a két szolgálatot a császár szakmai tekintetben a magyar belügyminiszter, személyi és fegyelmi szempontból pedig a Magyar Honvédség kerületparancsnokságai alá rendelje. A horvátországi csendőrség felett a magyar kormány szervei a horvátországi kormány révén gyakorolták felügyeleti jogukat.
A szűk értelemben vett Magyarország területén a zsandárság közbiztonsági feladatait a vármegyék vették át, az új szervezet élére a csendbiztos került, az ő feladata volt a megye által biztosított összegből zsandárokat toborozni. Mivel azonban a megyék költségvetése szűkös volt, a kevés zsandár nem tudta megakadályozni a betyárok ismételt elszaporodását, a betyárvilág újrateremtődését. A pandúrrendszer a bűnüldözésben kevésbé hatékony lévén elégtelennek bizonyult. Az 1870-es években a Monarchia közbiztonsága mélypontra került. Újjáéledt a betyárvilág, amely viszont már nem a korábbi romantikus, lázadó hősök (Rózsa Sándor) világa volt, hanem a banditáké. A két rendvédelmi rendszer (zsandárság és pandúrrendszer) közti különbséget jól mutatta a kortársak számára is az erdélyi és horvátországi jó közbiztonsági helyzet. Ezen körülmények miatt hamarosan felvetődött a zsandárság visszaállításának gondolata.

### 1881–1919

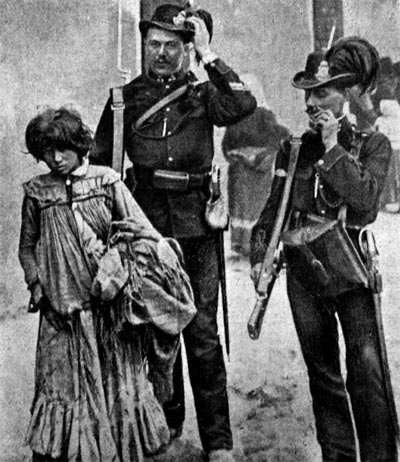
Balra a dánosi rablógyilkosság koronatanúja Lakatos Róza Lina. Jobbra és középen csendőrök a jellegzetes kakastollas egyenruhájukban (korabeli fénykép), Vasárnapi Ujság 54. (1907)

1881-ben a parlament megszavazta a Magyar Királyi Csendőrség felállítását. A testületre az 1881. évi II. és III. törvény vonatkozik. Az uralkodó a törvényt 1881. február 14-én szentesítette. Az új szervezet 1882. január 1-jén kezdte meg működését. A csendőrség tehát közbiztonsági szolgálat teljesítésére rendelt, katonailag szervezett őrtest. Feladata volt a működési területén a személy- és vagyonbiztonságot fenntartani, a békét és közrendet megóvni, a büntető törvények, rendeletek és szabályrendeletek megszegését, a véletlenségből vagy bármily természetű mulasztásból eredhető veszélyeket és károkat lehetőleg megakadályozni, a megzavart rendet és békét helyreállítani, az ezek ellen vétőket felderíteni, feljelenteni, és a bíróságnak vagy más hatóságnak átadni.
Az új Magyar Királyi Csendőrség szolgálati tekintetben a belügyminisztérium, fegyelmi és személyzeti szempontból pedig a honvédelmi minisztérium alárendeltségébe tartozott. Létrehozásakor átvették a horvátországi és az erdélyi csendőrség vonatkozásában már létező gyakorlatot. A kezdeti nehézségek ellenére a csendőrség idővel Európa egyik leghatékonyabb testülete lett, 85–90%-os eredményességi mutatókkal.
Magyarország területét Budapest főváros kivételével a törvény hat csendőrkerületre osztotta fel, és mindegyik vezetésére egy-egy csendőrparancsnokságot állított fel. A kerületek elnevezése a parancsnokság székhelyét és a kerület sorszámát tartalmazta (pl. Kolozsvári I. csendőrkerület). Az I. kerület az 1871-ben a korábbi zsandárság erdélyi ezredéből létrejött Erdélyi Magyar Királyi Csendőrségből jött létre, a többi öt kerület felállítására pedig a sorszámuk szerinti sorrendben került sor a következő években.
- Kolozsvári I. kerület, 4 szárnyparancsnoksággal
- Budapesti II. kerület (vidéki hatáskörrel), 3 szárnyparancsnoksággal
- Szegedi III. kerület, 3 szárnyparancsnoksággal
- Kassai IV. kerület, 3 szárnyparancsnoksággal
- Pozsonyi V. kerület, 2 szárnyparancsnoksággal
- Székesfehérvári VI. kerület, 3 szárnyparancsnoksággal.

A kerületek szárnyparancsnokságokra, azok szakaszokra, utóbbiak pedig őrsökre tagozódtak. A szárny- és szakaszparancsnokságok nagyobb városokban, az őrsök a járási szolgabíró székhelyén működtek, de a csendőrség szervezeti egységeinek működési területe alapvetően független maradt a közigazgatási beosztástól. Az 5–7 fős őrsökön csak altisztek és legénység szolgált. A szakasz- és szárnyparancsnokok hadnagyi, főhadnagyi és századosi rendfokozatúak voltak. A kerületparancsnoki beosztás ezredesi rendfokozattal járt, itt törzstisztek is dolgoztak. Egy csendőrre legfeljebb 60 km² juthatott, azonban ez a párban járőrözés miatt a járőrnek 120 km²-t jelentett. A szervezeti felépítésben a szükségletnek megfelelően gyakoriak voltak a változások, a szárnyparancsnokságok és az alájuk beosztott szakaszok és őrsök száma folyamatosan nőtt. Jelentősebb változtatás az 1890-es években történt, amikor 8 csendőrkerületet alakítottak ki (Marosvásárhely, Debrecen és Szombathely is kapott csendőrkerületet), és létrehozták a határ menti csendőrséget. 1912-ben pedig megszervezték az őrsök és a szakaszparancsnokságok közötti járásőrmesterségeket.
A fegyvernemi jelleggel működő határszéli csendőrség a Szerbiával és Romániával közvetlenül határos csendőr-kerületparancsnokságok alárendeltségébe tartozott. Ezek a speciális őrsök kikülönített törzstisztek felügyelete alatt működtek. Sajátos elemet alkottak a „nyári őrsök” is. Ezeket a hó elolvadása után állították fel, és a következő hóig működtek.
A határszéli csendőrség létszáma az első világháború előtt, 1913-ban 1357 fő volt. A határőrizeti feladatok ellátásába a csendőrség személyi állományából szükség esetén további 2045 főt lehetett bevonni, így összesen a 12851 főnyi magyar királyi csendőrségnek 16%-át lehetett igénybe venni erre a célra.
A járőrözés a határ menti hegyes és a mocsaras területeken jóval nehezebb volt, mint másutt. Ezért az itt szolgálatot teljesítő csendőrök jelentős, napi 40 fillér pótlékot kaptak. Egyébként a századfordulón egy csendőr őrmester fizetése évi 2336 korona, a járásőrmesteré 2769, a hadnagyé 3632, a főhadnagyé 4152, a századosé 5372, az őrnagyé 9296, az alezredesé 10 296, az ezredesé
pedig 12 096 korona volt.
A századforduló már az összes csendőr-kerületparancsnokság rendelkezett úgynevezett pótszárnnyal, ami központi szervként a pénzügyi, anyagi, technikai ellátásért, kiképzésért volt felelős. Létrehozták a m. kir. csendőrség felügyelőségét is. Az altábornagyi rendfokozatot viselő felügyelő volt a csendőrség legfelső vezetője. Tovább működtek a honvédelmi és belügyminisztériumi
csendőri osztályok is. További központi szervek voltak Nagyváradon a korszerű, pavilon rendszerű iskola, Budapesten a központi raktár, Zomboron pedig (a Trianon után Kiskunhalasra telepített) lóidomítóosztály.

#### A Magyar Királyi Csendőrség személyi állománya
A személyi állományt szigorú elvek alapján válogatták. Az első szervezési táblázatban előírt 115 fős tiszti és 5052 fős legénységi keretet hat év alatt töltötték fel. Addig a honvédség soraiból kiválasztott katonák végezték a csendőri teendőket.
A felvételi követelmények a következők voltak:

„
- honos legyen;
- feddhetetlen erkölcsi magaviselet és megfelelő szellemi képességek mellett tisztességes és ildomos magatartással bírjon;
- húsz évnél ifjabb és negyven évnél idősebb ne legyen;
- nőtlen vagy gyermek nélküli özvegy legyen;
- tökéletes hadiszolgálati képességek mellett 163 cm-nyi testmagassággal bírjon;
- a szolgálati magyar nyelven kívül még azon vidék nyelveinek egyikét is ismerje, melynek területén mint csendőr működni hivatva leend és
- olvasni, írni és számolni tudjon.”

– Szervezeti és szolgálati utasítás a m. kir. csendőrség számára. Bp. 1887. Pallas Kiadó, 1025-1026. o.

A kiképzés több lépcsőben történt. A megfelelt jelentkezőket 6 hetes kiképzésen vettek részt, majd féléves próbaszolgálat következett. Ennek eredményes teljesítése után következett a véglegesítés. Több évi kifogástalan szolgálat után lehetett jelentkezni altiszti iskolára. Az altiszti képzésre évente hat hónapos tanfolyamokat szerveztek. A tanfolyam tárgyai között volt a magyar nyelv és az őrsparancsnok szolgálati ügykörében szükséges fogalmazási készség; számtanból a négy alapismeret és a törtek; a csendőrségi szervezeti és szolgálati utasítás megfelelő részei, a szolgálatra vonatkozó törvények, rendeletek és parancsok; az őrsiroda vezetése ; a csendőrségnél használatos lőfegyver használata; a csendőrség közigazgatásának alapelvei, az őrsparancsnok ügykörének megfelelő terjedelemben.
Csendőrtisztnek az jelentkezhetett, aki gimnáziumi érettségivel vagy katonai reáliskolai végzettséggel rendelkezett. Sikeres felvételi vizsga után a hallgatókat hadapród őrmesternek nevezték ki, és
próbaszolgálatot követően kerülhettek Ludovika Akadémiára. Az akadémia rendőrtiszti szakán tett eredményes záróvizsga után léptették elő a jelölteket tiszti rendfokozatba. A cs. és kir. hadseregtől,
valamint a m. kir. honvédségtől a csendőrséghez kerülő tisztek féléves felkészítés, próbaszolgálat után tehettek csendőrtiszti szakvizsgát.

#### Felszerelés, fegyverzet
Az erdélyi és a horvátországi csendőrség egyenruhája 1876-ig megegyezett az osztrák csendőrség öltözetével, akkor azonban rákerült a magyar királyi honvédségnél rendszeresített zsinórzat, gomb és
sapkarózsa. A zubbony bevezetése után a magyar csendőr ruházata a sapkarózsa kivételével olyan lett, mint az osztráké. A színe is más volt, mint a m. kir. honvédek egyenruhájáé.
A csendőrök felszerelése a gyalogosoknál puska, kard, járőrtáska, kézibilincs és jegyzetfüzet volt, a lovasoknál ehhez jött a nyereg és a lószerszám. 1876-ban a csendőrök Fruhwirth típusú ismétlő
karabélyokat kaptak. 1887-ben az Alfred von Kropatschek által fejlesztett fegyvert, majd 1906-ban a Mannlicher M1895 karabélyokat rendszeresítették. A forgópisztolyokat 1912-ig felváltották a Frommer Rudolf által kifejlesztett pisztolyok. A füstös lőporral töltött úgynevezett béketöltények használatáról 1913-ban tértek át a füst nélküli „haditöltények” használatára. A tisztek pisztolyt és kardot viseltek, a legénység pedig karabélyt és kardot.
A csendőrség anyagi ellátottsága sokkal jobb volt, mint a városi rendőröké. A veszélyesebb helyen szolgáló csendőröknek duplán számították a szolgálati idejét. Vagyonos magánszemélyek nagy alapítványokat hoztak létre a csendőrök javára, a nyugdíjasok, az özvegyek és az árvák támogatására. A gyermekes apák gyermekenként 100 korona családi pótlékot kaptak.

#### A csendőrség működése
A csendőrségnek a helyi államigazgatási szerveknek csak a legfelsőbb vezetői – szolgabíró, az alispán és a főispán –, illetve a m. kir. ügyészségek és bíróságok adhattak utasítást.
A m. kir. csendőrség, különösen a határ mentén, intézményesen együttműködött az Osztrák-Magyar Monarchia katonai felderítő titkosszolgálatával, a bécsi székhellyel Nyilvántartó Irodával is. Ennek az együttműködésnek a szabályait a szolgálati szabályzathoz titkos függelék rögzítette.
A kiváló képzettség, a jó anyagi ellátás, a központi vezetés a magyar királyi csendőrséget magas színvonalon működő szervezetté formálta. A dualista Magyarországon a közrend és a közbiztonság fejlesztése terén vitathatatlan eredményeket sikerült elérni. Ekkor számolták fel a betyárvilágot, és a városokban is határozottan nőtt a közbiztonság.
Az államhatalom a csendőrséget belpolitikai célokra is erősen igénybe vette. A kialakuló munkásmozgalom, a szocialisták szervezkedéseim megmozdulásai ellen gyakran mozgósították a csendőrséget, ami általában brutálisan lépett fel. 1891-1914 között a történelmi Magyarország területén a csendőrség egy összesítés szerint 105 esetben avatkozott be komolyabban munkásmozgalmi jelenségek ellen, amikben összesen mintegy 550 ezer fő vett részt. A munkások közül 61 fő halt meg, súlyos sebesülést 203 fő, könnyű sérülést 665, szenvedett. 1443 személyt vettek őrizetbe. Ezzel párhuzamosan a csendőrség állományából hatan haltak meg, 22-en súlyosan, 13-an könnyebben sérültek meg.
Az Osztrák-Magyar Monarchia idején meglehetősen nyíltan kezelték a hatalmi szervek adatait. Az évente publikált magyarországi tiszti cím- és névtárakban megtalálható volt a teljes államapparátus – beleértve a m. kir. honvédség, az állami rendőrségek és a m. kir. csendőrség – szervezeti felépítése, elhelyezkedése, élőereje, a vezetők neve, a hatóságok jogkörei.
A csendőrség az első világháborúban gyakorlatilag szétesett. Az 1914-es 12 000 fős testület tagjainak legnagyobb részét a frontokra vezényelték, helyükre gyorstalpalón kiképzett újoncok és hadiszolgálatra már alkalmatlan veteránok léptek, akiknek a szaporodó fegyveres katonaszökevényekkel is fel kellett venni a harcot. Az eredmény a közbiztonság romlása lett. A csendőrség újjászervezésének kérdése általában nem merült fel, helyette az állampolgárok civil kezdeményezései léptek elő elsődleges rendfenntartó erővé (polgárőrség, népőrség, nemzetőrség, védőrség). A csendőrség tisztikarának jelentős részét 1919. március 26-ig nyugállományba helyezték, majd a csendőrőrsök személyzetét felváltották a Vörös Őrség tagjai. A Vörös Őrségben viszonylag sok excsendőr szolgált.

### 1919–1945
A Peidl-kormány 1919. augusztus 3-án feloszlatta a Vörös Őrséget, és helyébe helyreállította a rendőrséget, majd augusztus 9-én a Friedrich-kormány a csendőrséget is újraindította. A román megszállás alatt azonban a csendőrség felszerelésének (fegyverzet, lóállomány stb.) legnagyobb részét elvitték a románok, sőt a csendőröket elhurcolták hadifogolynak. Ennek következtében az újjászervezés legnagyobb részben az antant katonai missziójának feladata lett, köztük is elsősorban Harry Hill Bandholtz tábornoké.
1920-ban a csendőrség felügyelete is megváltozott, ettől kezdve kizárólag a belügyminiszter hatáskörébe tartozott. Feladatköre kibővült a karhatalmi szolgáltatásokkal, amelyet ugyan nagy részben a rendőrségből szerveződő karhatalmi szolgálat, majd karhatalmi ezredek láttak el, de sokszor igénybe kellett venniük a csendőrség segítségét. További változás az 1919-es események hatására, hogy míg a dualizmus jogrendszere nem ismerte a politikai bűncselekmény fogalmát, a Tanácsköztársaság bukása után ez a terminus is bevonult az üldözendő és felderítendő bűncselekmények közé, megelőzendő az újabb szélsőséges (akár bal-, akár jobboldali) puccsot.
A trianoni békeszerződés után végrehajtott átszervezéskor a kerületi beosztás is megváltozott, a kisebb országterület kilenc helyett hét kerületre oszlott.
- Budapesti I. kerület
- Székesfehérvári II. kerület
- Szombathelyi III. kerület
- Pécsi IV. kerület
- Szegedi V. kerület
- Debreceni VI. kerület
- Miskolci VII. kerület

Az elcsatolt országrészek részleges visszatértével némileg átalakultak az egyes csendőrkerületek határai, és 1939 elején megalakult a kassai központú VIII. kerület, majd 1940 novemberében létrejött a kolozsvári központú IX. és a marosvásárhelyi központú X. csendőrkerület is.
A csendőrség katonai jellege tovább erősödött Horthy Miklós hatalomra jutásával, mivel Horthy személyesen ellenőrizte egy ideig a csendőrséget, és az úgynevezett csendőrtartalék felállítása tulajdonképpen a trianoni szerződés kijátszására, illegális katonai erő fenntartására történt. Ezzel 1919. november 30-ra 56 000 fő, december 6-ra 75 000 fő lett a csendőrség állománya, szemben az 1914-es 12 000-rel. 1921. január 3-án miniszterelnöki rendelet emelte újra a létszámot. A későbbi években a tartalékállomány többlete a csendőrségtől átkerült tényleges állományba a hadsereghez, mivel létszámuk 1928-ban már nem érte el a 9 ezer főt sem. A csendőrség mégis a rendőrséggel szemben pozíciókat vesztett, mindenekelőtt a rutinos veterán csendőrök világháborús veszteségei miatt, és mert a csendőrségnek ekkor még nem volt civil nyomozórészlege. Ez utóbbi csak 1928-ban szerveződött meg. A csendőrség és a rendőrség illetékességének rendezésére csak 1942-ben állt fel egy központi koordináló iroda, az Államvédelmi Központ.
A csendőrség politikai aktivitása Gömbös Gyula miniszterelnöksége alatt nőtt meg, amikor a tisztek többsége aktívan politizálni kezdett. A csendőröknek a rájuk vonatkozó szabályok tiltották a politikai tevékenységet, semmilyen egyesületnek vagy pártnak nem lehettek tagjai, sőt még maguk között sem politizálhattak, Baky László őrnagy például nyugalmazását kérte, hogy politikai pályára léphessen, de ez kivételes eset volt.
A csendőrség feladatai közé tartozott a társadalmi és politikai rendezvények nyugalmának biztositása és a nem engedélyezett gyűlések feloszlatása is. a választások idején rendszeresen alkalmazták a testületet az ellenzéki jelöltek gyűléseinek korlátozására is, egy ilyen eset vezetett a nyolc halálos áldozatot követelő 1935-ös endrődi sortűzhöz. A csendőrség feladatkörébe tartozott a fennálló rendszer erőszakos megdöntésére irányuló és minden totalitárius eszmét képviselő szervezet ellen való fellépés is. Ezért léptek fel az illegális kommunista és a szélsőjobboldali pártok ellen egyaránt, de ezt használták ürügyként a rendszerrel szemben álló demokratikus politikusokkal vagy a nemzetiségi vezetőkkel szembeni fellépésre is. Mindehhez hozzá kell tenni, hogy a Horthy-korszak jelentős részében statárium volt érvényben, ami a csendőrség számára lehetőséget nyújtott a kevésbé ellenőrzött tevékenységre.
A háború folyamán a csendőrség katonai akciókban is részt vett, valamint biztosítási gyakorlatukból adódóan a gettósítások és deportálások ellenőrzését is végezték. Ez azonban nem jelenti azt, hogy a csendőrséget testületileg kéne elítélni (bűnös szervezet), hiszen például Király Gyula csendőr ezredes is Mauthausenben végezte. Mellette Temesváry Endre csendőr vezérőrnagy, Balázs-Piri Gyula csendőr ezredes és Kudar Gyula csendőr alezredes is német fogoly lett.
A csendőrség utolsó bevetései az orosz előretörés idején a fronton történtek. Külön felszerelést, kiképzést nem kaptak, csak a szolgálati fegyverükkel (szuronyos puska) álltak szemben az ellenséggel. Ennek eredménye 11 000 halott vagy eltűnt csendőr lett.

### A csendőrség szerepe a holokausztban
A Magyar Királyi Csendőrség 1944-ben döntő szerepet játszott a magyar állam közel félmillió zsidó származású polgárának összegyűjtésében és a német hatóságok kezére adásában. A csendőrség egyes tagjai az akció lefolyása közben maguk is számos zsidót meggyilkoltak, tehát közvetlenül is részt vettek a népirtásban.
A korábban a szlovákiai és görögországi deportálásokat irányító Dieter Wisliceny a következőket mondta:
„Úgy látszik, a magyarok valóban a hunok leszármazottai; nélkülük így sose boldogultunk volna.”
Edmund Veesenmayer a nürnbergi perben tett vallomásában rendkívüli jelentőséget tulajdonított a deportálásban való magyar közreműködésnek:
„Ha a magyarok vaskövetkezetességgel tagadták volna meg a német kívánságot a zsidókérdésben, annak megoldására sor nem kerülhetett volna. Nyomás lett volna, de — az 1944-es év már »krízisév« volt — nem lett volna hatalmi erő egymillió ember megjelölésére, összefogására és deportálására. Ez egy olyan hatalmas rendőri feladat, amelynek elvégzését három hónap alatt csak a lelkes magyar teljes hatósági és karhatalmi apparátus tette lehetővé. Kívülről nem tudtak volna megfelelő erőt hozni e célra, mert csak az tudta volna elvégezni, amelyik az országot, népét ismeri s a nyelvet beszéli. Eichmannak csak igen kis törzse volt. Ilyen gyorsan és ennyire súrlódásmentesen — csak a magyar kormány teljes segítségével volt lehetséges.”
Egyesek szerint kérdéses azonban, hogy az egyes csendőrök mit tehettek volna az utasításokkal szemben. A csendőrségre teljes fennállása folyamán a 100%-os parancsnvégrehajtás volt jellemző. E kérdésre választ ad annak a számos csendőrnek a példája, aki a gettósítás és a deportálás során esetenként személyes kockázatot vállalva is nyújtott segítséget az embertelen bánásmódtól szenvedőknek. Egyes csendőrökről tudjuk, hogy nem értettek egyet a végrehajtandó paranccsal, sőt a pécsi IV. csendőrkerület parancsnoka, Hajnácskőy László három csendőrtiszt leváltását kéri egy levelében,

„... mert nem lehet azzal számolni, hogy a zsidók ellen hozott rendszabályokat a csendőrtiszttől most megkövetelt odaadással és kezdeményező lelkesedéssel hajtsák végre...”

A magyar Alkotmánybíróság határozata szerint az a csendőr, aki parancsra részt vett az akciókban, de nem követett el e mellett egyéb bűncselekményt, a nemzetközi jog szerint nem ítélhető el.
Egy rákosszentmihályi deportált emlékezése szerint:

„... hogy hova visznek, nem mondták, csak nagyon sajnáltak, és az egyik azt mondta, hogyha tudna, még az élete árán is megmentene...”

A csendőrség szerepe azonban nem 1944-ben kezdődött a zsidók deportálása terén. A testület hajtotta végre annak a mintegy 18 ezer "rendezetlen állampolgárságú" (vagyis Magyarországra menekült) zsidónak az országhatáron túlra deportálását 1941-ben, akik közül azután Kamenyec-Podolszkij közelében mintegy 15 ezret a német hadsereg és az SS meggyilkolt.
Magyarország 1944 márciusi német megszállásával megindult a gettósítás. Adolf Eichmann megérkezésével a deportálásokra is sor került. A csendőrség a gettósításban a gettók őrzésével, a deportálásokban a zsidók összegyűjtésével és az országhatáron túlra szállításukig a szerelvények és az érintett vasútvonalak őrzésével vett részt ebben.
A zsidóság vezetői a zsidókat "minden csatornán engedelmességre és törvénytiszteletre szólították fel," így a zsidó lakosság általában a hatósági felszólítások szerint megadott helyeken gyülekezett, ahonnan csendőr vezette őket a táborokba illetve vasút állomásokra. Korabeli képeken látható zsidócsoportok menete egy csendőrrel előttük. A csendőrség ugyanis a deportáltakat hatósági felszólításra "elővezette" (szemben az "elfogottakkal"), ami azt jelentette, hogy azokat megbilincselni vagy ellenük fegyvert használni nem volt szabad még szökés esetén sem.
A Magyarországra 1944. március 19-én érkező Eichmann-kommandó mindössze 150 emberből állt, ezért számukra elengedhetetlen volt a magyar közigazgatás és hatóságok együttműködése. A Sztójay-kormány idején Horthy Baky Lászlót nevezte ki a csendőrséget és rendőrséget felügyelő belügyi államtitkárrá, azonban a zsidóügyekkel kapcsolatban (kitelepítés és táborokban elhelyezés) május 13-án az ismert antiszemita Endre László, Pest vármegye alispánja kapott felhatalmazást. Baky és Endre, valamint Ferenczy László csendőr alezredes játszották a legfontosabb szerepet a csendőrség részvételében.

„"Május 23-án vagoníroztak minket és semmit nem vihettünk magunkkal. Még ekkor is azt hittük, hogy Hortobágyra megyünk dolgozni. A csendőrök és leventék hajtották végre a deportációt és az önkényesen jelentkező magyar civil lakosság segédkezett. Utolsó nap Dudla László azt mondta Lebovits Margitnak, hogyha elviszik a gettóból, hazáját ebben az életben már nem fogja látni.Amikor a csendőrök a vagonba vittek, ütöttek-vertek, kergettek minket és aki elesett, arra ráléptek. 70 ember volt egy vagonban. Kaptunk egy vödör vizet, egy WC-vödröt és a 70 személy részére 4 kenyeret. Volt olyan vagon, ahova még WC-vödröt sem adtak. 3 napig utaztunk. A gyerekek könyörögtek vízért, de nem volt.A szerelvény Kassa felé ment, de mi már Királyhágán láttuk, hogy nem Hortobágyra megyünk. Ekkor elvesztettük minden reményünket. Kassán kinyitották a vagont és ott adtak át a magyarok a németeknek."”

– Jegyzőkönyv: 129

Horthy július 6-án elrendelte a deportálás leállítását (ez azonban csak a teljes vidéki zsidóság elhurcolásának befejeztével, július 9-én történt meg), és megkezdték a panaszok kivizsgálását. Ekkor Baky a következőket mondta: 

„Ha tekintetbe vesszük, hogy munkaszolgálat és kitelepítés céljából eddig már több mint 400 000 zsidót szállítottunk ki, akkor a nullával egyenlőnek kell vennünk azt, hogy a 20 000 magyar csendőrből pár csendőrrel szemben panaszok merültek fel.”

 Ez az álláspont azonban már a kortársak egy része számára is elfogadhatatlan volt. Hamvas Endre csanádi püspök 1944 júliusában így ír Serédi Jusztinián hercegprímásnak: 

„A miniszterelnök úr (Sztójay Döme) túlzottnak tartja a kegyetlen és kíméletlen eljárásról szóló híreket. De történhetik-e az otthonból való kihurcolás, utolsó ékszertől, jegygyűrűtől való megfosztás, 70-75 embernek egy vasúti kocsiba való zsúfolása, 4-5 napon át lezárva, élelmiszer, vízellátás nélkül szállítása kegyetlenség nélkül?”

– 

A deportálások során voltak csendőrök, akik emberséges magatartást tanúsítottak. A visszaemlékezések egy része sajnálkozó, esetenként segítséget is nyújtó csendőrökről szól. Endre László csendőr főtörzsőrmester (nem azonos az alispánnal) 400, a csillaghegyi téglagyárban összegyűjtött ember életét mentette meg azzal, hogy megnyitotta az utat a szökés előtt, és erről – valamint a közelgő szállításról – tájékoztatta őket. A szegedi V. csendőrkerület parancsnoka, Liptay László a nyomozó alosztály parancsnokát, Finta Imrét is kiküldte a csendőrtevékenység ellenőrzésére (Finta azonban ezt arra használta fel, hogy a zsidók értékeit begyűjtse).
A háború után a gettósításban és deportálásokban főszerepet játszó Ferenczy Lászlót, Hajnácskőy Lászlót és Szilády Gyula csendőr ezredest háborús bűnökért halálra ítélték és kivégezték, Paksy-Kiss Tibor csendőr ezredes 15 évet, Liptay László 7 évet kapott. Péterffy Jenő csendőr ezredest viszont agyonverték a kihallgatások során.

### Feloszlatása és utóélete
Az Ideiglenes Nemzeti Kormány 1945 márciusában hozott 1.690/1945 M.E. számú rendeletével megszüntette és feloszlatta a Magyar Királyi Csendőrséget, eszközeit és minden jogkörét a Magyar Államrendőrség vette át.

„Az ideiglenes nemzeti kormány 1.690/1945. M. E. számú rendelete a csendőrség feloszlatásáról és az államrendőrség megszervezéséről

1. § (1) A m. kir. Csendőrség a múlt népellenes kormányait feltétlen engedelmességgel kiszolgálta, a magyar demokratikus mozgalmakat kíméletlen eszközökkel megsemmisíteni törekedett és a magyar parasztság és a magyar munkásság ellen megszámlálhatatlan erőszakot követett el, ezért a magyar nép egységes ítéletének végrehajtásaképpen az Ideiglenes Nemzeti Kormány megállapítja a magyar Csendőrségnek, mint testületnek a felelősségét és intézményét megszünteti, szervezetét feloszlatja.

...

Debrecen, 1945. évi március hó.

Miklós Béla s. k.

miniszterelnök”

A csendőrség állományának egy jelentős része a szovjet csapatok elől hátrálva a németekkel együtt elhagyta az ország területét és a háború befejezésekor a nyugati szövetségesek által megszállt ausztriai és németországi területeken tartózkodott. Itt 1945. április 28-án Zámbory Árpád csendőr ezredes vezetésével Egyesített Csendőrkerületek Parancsnoksága néven új szervezet alakult, mely az amerikai hadsereg alárendeltségében 1945 októberéig részt vett a rendfenntartásban. A brit megszállási zónában még 1947-ben is működött magyar csendőralakulat hasonló feladattal.
A csendőrséget az Ideiglenes Nemzeti Kormány tisztán politikai okok miatt, mint egy „magyar demokratikus mozgalmakat kíméletlen eszközökkel megsemmisítő,” „népellenes” testületet, kollektív bűnösség vádjával számolta fel, megvonták a volt csendőrök nyugdíját, legtöbbjüket internálták, vagy bebörtönözték, sokukat kivégezték. Az aktív korúak egészen az 1950-es évek közepéig nem tudtak elhelyezkedni, ettől kezdve is csak segéd- vagy szakmunkás állásokban. A kommunista párt aktívan közreműködött a csendőrség történetének sötétítéséhez, és az objektivitás teljes hiányához. Ezt az Alkotmánybíróság 44/1991. (VIII. 28.) számú AB határozatának megszületése óta tényként lehet kijelenteni. Az Alkotmánybíróság ugyanis megállapította, hogy az 1881. évi III. törvénycikk és az 1922. évi VII. törvénycikk alapján működő csendőrség nem volt olyan szervezet, amelynek tagjai eleve arra vállalkoztak volna, hogy bűnös célok érdekében lépjenek fel. Ezzel ellenkezőleg a cél tiszteletre méltó: a közrend és közbiztonság fenntartása, a bűnözők kinyomozása és elfogása volt. A csendőrség nem a közhatalommal szemben álló külön hatalmi ág volt, hanem a magyar törvényesség egyik fenntartója. Önmagában csendőrnek lenni nem jelent felróható magatartást.
A szovjet megszállással párhuzamosan létrejövő Ideiglenes Nemzeti Kormány már 1945. január 25-én a 81/1945. M.E. számú kormányrendeletében létrehozta a népbíráskodás intézményét. A laikus bíróságok azután laikus ítéleteket hoztak. A népbíróságok komoly megtorlással éltek a korábbi rendszer tisztviselőivel szemben, aminek azonban politikai okai voltak, és a legkisebb mértékben sem foglalkoztak nyomozással vagy bizonyítással. A csendőrséggel szembeni fellépés a belső ellenállás egyik lehetséges gócát kívánta felszámolni. A csendőrök nagy része kiváló katonai kiképzésben részesült, hűségük a Kormányzó iránt vitathatatlan volt. Az 1690/1945. M.E. kormányrendelet a csendőrséget testületileg bűnös szervezetnek nyilvánítja. A népbíróságok számára ezért önmagában véve bűncselekmény volt csendőrnek lenni, és csak igazolással lehetett egy volt csendőrt felmenteni. Azonban csendőrt csak három esetben lehetett igazolni:
1. Részt vett a németellenes ellenállási mozgalomban
2. Az 1945 előtti kormányok törvényeivel, utasításaival, intézkedéseivel tevőlegesen szembehelyezkedett (tudatos szolgálati mulasztás)
3. Földalatti mozgalomban részt vevő személyeknek nyújtott segítséget.

Nyilvánvaló, hogy aki a fenti második vagy harmadik pontot teljesítette, az a csendőri feladataira 1945 előtt gyakorlatilag alkalmatlan volt, megszegte esküjét, tízparancsolatát és mindent, aminek egy csendőrt jellemezni kellett. Németellenes aktivitásra pedig nagyon kevés csendőrnek volt alkalma. Ez okból nagyon kevés csendőrt mentettek fel a kollektív felelősség alól.

## A csendőrség egyéb részei

### Tábori csendőrség
Katonai mozgósításkor a hadseregnél tábori csendőrség szervezésére volt lehetőség. Az 1890-es évek elején fokozatosan került a hadsereg rendvédelme a csendőrséghez, ettől kezdve háromféle csendőrség létezett: az általános csendőrség, a tábori csendőrség, valamint a határrendőrség megerősítésére felállított határcsendőrség. A tábori csendőrök feladata a tábori rendőri, karhatalmi, futár, kísérő, küldönc, biztonsági szolgálat volt. Emellett bizonyos kémelhárítási és hírszerzési lehetőségei is voltak, valamint a megszállt területeken a haderő és a polgári lakosság közti kapcsolattartást is biztosította. Minden törzs- és főhadiszálláshoz egy tábori csendőrosztagot osztottak be, melyeknek parancsnoka hadosztályoknál altiszt, hadtest stb. főhadiszállásokon vezénylőtiszt volt. A tábori csendőrség tisztjeit és gyalogcsendőreit mozgósításkor a békében is fennálló csendőrségtől vették át, míg a lovasított csendőröket a lovasság adta.
Feladataik:
1. Büntetendő cselekmények elkövetésének megakadályozása, a már elkövetett cselekmények tetteseinek kinyomozása és elfogása
2. A honvédség fegyelmének fenntartása (ebben az alakulatparancsnokok is segítségükre voltak)
3. A honvédek ellenőrzése, ha köteléken kívül voltak (eltávozás, szabadság)
4. Hírszerző és kémelhárító szolgálatokban közreműködés (a polgári lakosság vonatkozásában is)
5. Ellenség támadása esetén a pánik és visszavonulás megakadályozása
6. A rekvirálási szabályok betartásának ellenőrzése
7. A háborús övezet polgári lakosságának ellenőrzése bűnmegelőzés és felderítés céljából
8. Rendfenntartás közterületeken, tömegközlekedésen, teljes településeken
9. Általában az államrendészet és közrendészet fogalmai alá tartozó feladatok[49]

A tábori csendőr fegyverhasználati szabályai még szigorúbbak voltak, mint az általános csendőrségé: nemcsak testi épsége védelmében, az őt ért támadás kivédésére kellett használniuk fegyverüket, hanem bárkinek élete vagy testi épsége védelme, személyes szabadság vagy vagyonvédelem érdekében, ha az általa kísért fogoly rákiáltás ellenére szökést kísérel meg, ha a letartóztatandó személynél fegyver volt és a lefegyverzése más módon nem lehetséges. A feladatok ellátásának biztosítására a tábori csendőrt a legszigorúbban tilos volt őrszolgálatra beosztani vagy irodai munkára utasítani. Őrséget csak hat esetben teljesíthetett: bűncselekmény helyszínén, törzsszállások őrzése, kórházi elkülönítők őrzése, közhivatalok és katonai épületek őrzése, különösen veszélyes foglyok őrzése, különös titoktartást igénylő helyiségek kémelhárító őrizete.
A tábori csendőrség hivatalos felállítására 1938-ban került sor, holott már régen tudható volt, hogy már 1914-ben is elavult tábori rendészeti szervezettel és szabályzattal lépett a Monarchia háborúba. Az 1922. évi VII. törvénycikk alapján a csendőri állományból vezényelhetők a tábori rendészet feladatainak ellátásához emberek. A hadsereg létszáma alapján ez 12 000 fős szükséglet lett volna, amelyet a Királyi Csendőrség képtelen lett volna teljesíteni, ha szükségessé válik, legfeljebb 1500-1700 főt tudott a csendőrség nélkülözni. 1938-1941 folyamán a terület-visszacsatolások és annexiók idején ezért már részletesen szabályozták a Harcászati Szabályzatban is a tábori rendvédelmi feladatokat és a feladat ellátására vezényelhetőek körét. A tábori csendőrséget csak mozgósítás esetén állították fel a Magyar Királyi Csendőrség tartalékos és tényleges állományából. Tábori rendészeti szolgálatra a honvédség állományából csak ritkán vezényeltek katonát.
A tábori csendőrség ügyei között legnagyobb számban a kincsári állományból eltulajdonított javak felkutatása szerepel. Ezek általában kereskedelmi vagy csempészcélokat szolgáltak volna.
A tábori csendőrség a nyilas hatalomátvételt követően szűnt meg, mivel minden rendészeti feladatot ellátó szervezetet egységes Tábori Biztonsági Szolgálatba kívántak összevonni. Ennek megszervezése azonban már nem fejeződött be.

### Határcsendőrség
A határcsendőrség a határőrizetben, a határsértők felkutatásában és a csempészet visszaszorításában segédkezett, mivel vidéki és külterületi tapasztalataik lehetővé tették az ez irányú hatékony fellépést is.

## A csendőrség működése

### A csendőrség illetékessége
A csendőrség elsősorban a vidék rendőrsége volt, a városokban a közbiztonságra általában a városi rendőrségek, illetve ezek államosítása után a Magyar Királyi Rendőrség ügyelt. A csendőrség 1920-ig részben a Honvédelmi Minisztérium alárendeltségébe tartozott, a trianoni békeszerződés után azonban teljes mértékben átkerült a belügyminiszter alá, csak annyiban kapcsolódott a honvédséghez, hogy a katonai rendészeti feladatokat továbbra is a külön szervezett "tábori csendőrség" látta el.
A csendőrség illetékességi területét meghatározta a dualizmus korának rendvédelmi fejlődése. 1881 előtt az Osztrák–Magyar Monarchia területén alapvetően az állami és önkormányzati rendőrségek látták el a rendvédelmi feladatokat. Az állami rendőrség összesen három kiemelt feladatkör köré szerveződött: a Fővárosi-, Fiumei- és Magyar Királyi Határrendőrségből állt. Az önkormányzati rendőrségek a településeken működtek, és nem tartoztak az állami tisztviselők közé. Ebből adódóan rendőrsége csak a gazdagabb településeknek volt, általában a törvényhatósági jogú városok még ellátták saját rendfenntartási kötelezettségüket a teljes településen (kül- és belterületen egyaránt), a rendezett tanácsú városok csak a belterületekre tudtak rendőrt biztosítani, a községek és falvak viszont erre teljesen képtelenek voltak. E hiány pótlására jött létre az állami felügyeletű csendőrség, és ez határozta meg, hogy azokon a helyeken jártak el, ahol nem volt rendőrség. Ezen kívül térítés ellenében időnként kisegítettek nagyobb települések belterületén is. Az illetékességi terület törvényi szabályozása is ezt a kialakult állapotot követte: a csendőrség nem volt illetékes törvényhatósági jogú városok kül- és belterületén, valamint a rendezett tanácsú városok belterületén. 1920 után megteremtették a jogi lehetőségét annak is, hogy a csendőrség szükség esetén az illetékességi területén kívül is beavatkozhasson.

### A csendőr hatásköre
A csendőr hatásköre 1919-ig a bűnüldözésre és a járőrözés közbeni bűnmegelőzésre korlátozódott, továbbá a közigazgatás erre jogosult szervei, elsősorban a járási főszolgabíró felszólítására karhatalomként lépett fel. A nemzetiségi- és munkásmozgalmak megjelenésével az állam az ilyen jellegű ügyeket közbiztonsági kérdésként kezelte. A csendőrségnek nem volt általános utasítása valamely politikai csoportosulás vagy nemzetiség üldözésére. A helyi hatóságok azonban főleg a 20. század elejétől gyakran használták fel a testületet politikai és nemzetiségi tiltakozó akciók megtörésére. A legismertebb ilyen eset a 15 halottat követelő csernovai tragédia volt 1907-ben.
A csendőr fegyverhasználati szabályai nagyon szigorúak voltak, amely a katonai szervezeti múltból következett. Bármilyen támadásra, vagy támadási kísérletre azonnal tüzelniük kellett, ellenkező esetben hadbíróság várt rájuk kötelességszegés miatt. Ez a katonás fegyverhasználati szabály 1920 után is fennmaradt, amikor már belügyminisztériumi irányítás alá kerültek. Még e szigorú szabályozás mellett is előfordult, hogy a csendőr azért került hadbíró elé, mert elvették a fegyverét. Éles különbség mutatkozik ebben a rendőrség fegyverhasználati szabályaival szemben, mivel a rendőrnek kizárólag önvédelemből volt szabad lőfegyvert használnia, minden egyéb esetben a kard volt a kötelező eszköze. A csendőr nem rendelkezett karddal, ezért csak a tekintélyére alapozva akadályozhatta meg a személyét érő támadást, így gyakrabban került sor fegyverhasználatra a csendőr esetében, mint a rendőrségnél. Ezek a szabályozások szinte lehetetlenné tették a konfliktusok békés megoldását. Más oldalról nézve azonban a szigorú fegyverhasználati szabályok hozzájárultak a csendőrség tekintélyének növeléséhez, hatásos elrettentésként szolgáltak, és nem utolsósorban a csendőr szuronyos puskája egyfajta államhatalmi jelképpé vált vidéken. Mindemellett mégis sokkal gyakoribb volt a puskatus és a szurony használata, mint a lövés. Ennek azonban épp az ellenkezője igaz a tömegrendezvényeken kitörő zavargásokra. Nemcsak a jogtalan fegyverhasználatot, de a kötelezően előírt esetekben elmulasztott fegyverhasználatot is szigorúan büntették.
Egy főnek havi 180 órát kellett járőrben eltölteni, 60 órát pedig nyomozással. Egy korabeli statisztika szerint évi 2860 km-t gyalogolt minden csendőr az időjárástól, napszaktól függetlenül. A járőrözés szabályai a csendőrökre nézve is nagyon szigorúak voltak.

## Egyebek a Magyar Királyi Csendőrségről

### Csendőreskü
"Én, XY, ünnepélyesen esküszöm a Mindenható Istenre, hogy Főméltóságú vitéz nemes nagybányai Horthy Miklós, mint Magyarország törvényesen megválasztott kormányzója, a magyar alkotmány s hazánk szentesített törvényei iránt hűséggel és hódolattal viseltetem. Esküszöm, hogy kötelességeimet, mint m. kir. csendőr (csendőrtiszt) a közrend, a közcsend és a közbiztonság szolgálatában az idevonatkozó utasítások szerint, (mint katona pedig a haditörvények és szabályok szerint mindenkor és mindenben) teljesitem, (haza- és nemzetellenes vagy olyan irányzat szolgálatába, amely a hadsereg vagy a csendőrség katonai fegyelmét aláásni igyekszik, nem lépek, semmiféle titkos társulatnak nem vagyok és nem leszek tagja), minden körülmények között csakis a szolgálat, a kormányzó és az állam javát mozdítom elő, a törvények, elöljáróim, és feljebbvalóim parancsainak és meghagyásainak készséggel engedelmeskedem és a szolgálati titkot híven megőrzöm. Isten engem úgy segéljen! Amen."

### A csendőrség személyi feltételei
1920-tól csendőr csak falusi származású lehetett, egyfelől a munkásmozgalmi eszmék kizárása miatt, másfelől pedig a csendőrőrs önellátó gazdálkodása miatt. A falusi tehetős parasztok és iparosok jöhettek elsősorban számításba, de a létszámhiány miatt hamarosan a szegényparasztság toborzására is sor került. A jelentkezőt a lakóhely szerint illetékes őrs ellenőrizte, majd személyes elbeszélgetés következett. 19–40 év közötti, nőtlen (elvált, özvegy), gyermektelen, legalább 163 cm magas, jó fizikumú férfinak kellett lenni.

### A tisztjelöltség feltételei
1943-ban az alábbi nyolc feltételnek kellett megfelelni ahhoz, hogy valaki tiszt lehessen a csendőrségnél:
1. Magyar állampolgárság
2. Kettős erkölcsi bizonyítvány
3. Büntetlen és feddhetetlen előélet
4. Erkölcsi és hazafias szempontból kifogástalan magatartás
5. Nagyszülőkig bezárólag tiszta keresztény származás, érvényes származási igazolvány
6. Testi alkalmasság, amelyet a helyőrségi orvos és egy kórház igazolhat
7. Nőtlenség
8. Szülői vagy gyámi engedély kiskorúak esetében

### Csendőr tízparancsolat
A csendőrök tízpontos alapszabály-gyűjteményét 1941-ben állították össze, és július 1-jétől került bevezetésre.
1. Megemlékezzél arról, amivel Istennek tartozol.
2. Én vagyok a te hazád: Nagy-Magyarország.
3. Hűséged, becsületed, vitézséged nem eladó.
4. Légy erkölcsös, józan életű, engedelmes.
5. Tiszteld elöljáróidat, mint atyádat, szeresd bajtársaidat, mint tenmagadat.
6. Tanulj és tudj: a Tudás második fegyvered.
7. Védd a másét. A magadét ne pazarold.
8. Mögötted a törvény. Előtted is az legyen.
9. Igaztalanul ne vádolj, fegyvered ártatlant ne bántson.
10. A család szentély. Ha magadnak nincs: őrsödben(, s a körül)[58] megtalálod.

### A m.kir. csendőrség felügyelői
1. Török Ferenc táborszernagy, 1886. október 16 – 1897. augusztus 14.
2. Jablanczy Sándor altábornagy, 1897. augusztus 24 – 1904. április 15.
3. Panajott Sándor vezérőrnagy, 1904. április 16 – 1908. május 24.
4. Ziegler Károly vezérőrnagy, 1908. május 24 – 1911. március 15.
5. Altorjai Imre altábornagy, 1911. március 17 – 1912. szeptember 25.
6. Kosztka Pál vezérőrnagy, 1912. szeptember 26 – 1913. április 14.
7. Nagy Gábor vezérőrnagy, 1913. április 18 – 1917. október 3.
8. Fery Oszkár altábornagy, 1917. október 3 – 1918. november
9. Czibere István alezredes, 1918. november
10. Gencsy Arnold alezredes, 1918. november – 1919. március 26.
11. Bariss Árpád vezérőrnagy, 1919. augusztus 10 – 1919. augusztus 22.
12. Csáky Zsigmond altábornagy, 1919. augusztus 22 – 1921. február 21.
13. Kontz Sándor altábornagy, 1921. február 21 – 1923. március 31.
14. Száhlender Béla altábornagy, 1923. március 31 – 1928. június 16.
15. Schill Ferenc tábornok, 1928. június 28 – 1931. október 5.
16. Vitéz Szinay Béla altábornagy, 1931. október 5 – 1936. augusztus 1.
17. Folkusházy Lajos altábornagy, 1936. augusztus 1 – 1938. február 1.
18. Vitéz Falta László altábornagy, 1938. február 1 – 1939. augusztus 1.
19. Vitéz Nemerey Márton altábornagy, 1939. augusztus 1 – 1942. november 15.
20. Vitéz Faragho Gábor vezérezredes, 1942. november 15 – 1944. október 16.
21. Vitéz Finta József altábornagy, 1944. november 1 – 1945. május[59]
22. Vitéz Temesváry Endre vezérőrnagy, 1944. október 18 – 1945. május[60]

## Csendőrábrázolás a magyar művészetben
- Derkovits Gyula Statárium című képén nincs más, mint két kakastollas csendőr, két szurony és a statáriumot hirdető plakát.[61] A festő ecsetje alatt azonban mindez szimbólummá nő: a korszak elnyomó gépezetét jelképezi.

A Téli ablak című festményén Derkovits visszafogottabban fejezi ki mondanivalóját. Az ablak mögött felsejlő látvány: a vonuló csendőrök kakastollainak lengedezése megmutatja, hogy még a békés otthonokra is ránehezül a külső represszió fenyegetése.
- Keszi Imre Elysium című regényében, mely a holokauszt első művészi erejű ábrázolása irodalmunkban, a nyomasztó hangulatot eleve megteremti, hogy már az első oldalon csendőrökkel és rendőrökkel találkozunk. Egy csendőr az, aki a főhőst, a tízesztendős Szekeres Gyurikát sárga csillagja miatt elfogja és beállítja a deportálandók sorába,[62] és a csendőrök több ponton is akadályozzák a kisfiú megmentését.

- Jancsó Miklós filmrendező Szegénylegények című történelmi parabolájában a csendőrök az állami erőszakszervezet már a külsejükben is félelmetes képviselői.[63]

## Más országokban

### Franciaországban: Gendarmerie Nationale
Franciaországban a csendőrség elnevezése, részben a hadsereghez tartozó, katonailag szervezett rendőri egység, szervezeti ügyekben a Védelmi Minisztériumnak, szolgálati ügyekben a Belügyminisztériumnak van alárendelve. Főként a nagyvárosokon kívül, vidéken működik, elsődleges feladata a rendfenntartás és a közbiztonság védelme, de egyes speciális nyomozati munkákat is ellát, az utóbbi időben elkezdték „civilesíteni”, bűnügyi laboratóriumokat működtet, illetve különleges nyomozócsoportokat hoz létre. Főként a Gendarmerie látja el a készenléti rendőri feladatokat is, illetve őrzi a kiemelt objektumokat, a bíróságokat, illetve védi a közjogi méltóságok biztonságát. A nagyobb városokban főként a Nemzeti Rendőrség (Police Nationale) működik, amely az elsődleges bűnügyi nyomozó szerv is, de a két nemzeti rendőri szerv mellett egyes városokban léteznek korlátozott hatáskörű önkormányzati rendőrségek (Police Municipale), melyek feladatai az utcai járőrözés, közúti ellenőrzési és közlekedésrendészeti tevékenységek és hasonlók.

### Németországban: Bundespolizei
Németországban is működik csendőrség típusú rendvédelmi szerv, a Szövetségi Rendőrség (Bundespolizei). A testület neve egészen 2005-ig Szövetségi Határőrség (Bundesgrenzschutz) volt, azonban mivel a szervezet már régen ellátott általános rendőri feladatokat is, nevét módosították. A név maga megtévesztő, mivel a szervezet feladatköre főként a határellenőrzésre, a repterek ellenőrzésére, a szövetségi épületek őrzésére, a közjogi méltóságok védelmére, a tartományi rendőri erők támogatására, illetve a terrorelhárításra terjed ki. A klasszikus rendőri feladatokat a tartományok önálló rendőrségei látják el. Nyomozati jogkörrel a Bundespolizei csak kis mértékben rendelkezik, kiemelt, több tartományt érintő bűnügyekben önálló, civil szövetségi bűnügyi rendőri szerv, a BKA (Bundeskriminalamt = Szövetségi Bűnügyi Rendőrség vagy Hivatal) gyakorolja a nyomozóhatósági jogköröket.

### Olaszországban: Arma dei Carabinieri
Olaszországban „Karabélyosok hadteste” (olaszul Arma dei Carabinieri), röviden Carabinieri a csendőrség elnevezése. Szervezetileg részben a hadsereghez tartozó, de főleg rendészeti, jobbára a rendfenntartásra korlátozódó feladatokat ellátó rendőri egység. A testület szervezeti ügyekben a Védelmi Minisztériumnak (Ministro della Difesa), szolgálati és rendészeti ügyekben a Belügyminisztériumnak (Ministro dei Interiori) van alárendelve. Bűnügyi nyomozó jogköre korlátozott, a nyomozati jogköröket főleg a Nemzeti Rendőrség (Polizia di Stato) és a Pénzügyőrség (Guardia di Finanza) látja el, de a Carabinieri is rendelkezik speciális nyomozócsoportokkal. Az utóbbi években kiemelt szerep jutott a testületnek a maffia elleni harcban, de főleg a fegyveres összetűzésekben és a körözött személyek elfogásában vesz részt a csendőrség, az információgyűjtés és a bűnözői csoportok felderítése szintén főként a fent említett egyéb rendőri szervek hatáskörébe tartozik. Emellett a Carabinieri speciális tevékenységeket is ellát, például tagjaiból szerveződik a katonai rendőrség, illetve ők védik a közjogi méltóságokat és őrzik a kiemelt objektumokat.

### Portugáliában: Guarda Nacional
A portugál csendőrség szervezetileg részben a hadsereghez tartozik, szolgálati ügyekben a belügyminiszternek, szervezeti ügyekben a Védelmi Minisztériumnak van alárendelve. Katonai elvek szerint tagozódik, fő feladata a közrend biztosítása a vidéki területeken, a közutak ellenőrzése, illetve a határellenőrzés. Ezeken túl csendőrök őrzik a kiemelt objektumokat, a kormánylétesítményeket, illetve védik a közjogi méltóságok biztonságát. A városokban rendőrség működik Policia de Segurança néven, itt minden vidéken a csendőrök által ellátott szolgálatot a rendőrség emberei látnak el.

### Romániában: Jandarmeria
A román Csendőrség elődje 1850. április 3-án alakult meg Moldvában Csendőrhadtest (Corp de jandarmi) néven. A történészek 1893-ra teszik a mai Csendőrség létrejöttét. A Belügyminisztérium alá tartozik.

### Spanyolországban: Guardia Civil vagy Benemérita
Az olasz és a francia csendőrségekhez hasonlóan a spanyol Guardia Civil is katonai elvek szerint tagozódó rendőri szerv, melynek fő feladata a közrend és a közbiztonság fenntartása. Nyomozati jogkörrel kevéssé rendelkezik. A fent említett szervekkel ellentétben azonban mára nincs kapcsolata a hadsereggel, a Nemzeti Rendőrség mellett a Belügyminisztériumnak van alárendelve.

### Svájcban: Gendarmerie
Svájcban a csendőrségnek semmilyen szervezeti kapcsolata nincs a hadsereggel, a csendőrök jogállása köztisztviselői. A Gendarmerie elnevezés még I. Napóleon francia császár idejéből származik. A testület nem szövetségi szinten létezik, a rendvédelmi szervek kantononként (tartományonként) önállóak. Kétféle rendőri szerv létezik minden tartományban, a Police de Sureté, mely teljesen civil szerv, és a bűnügyi nyomozati munkát látja el, illetve a Gendarmerie, mely az összes többi klasszikus "egyenruhás" szolgálatot (közterületi járőrözés, rendfenntartás, igazoltatás, közúti ellenőrzés, tömegesemények, tüntetések biztosítása, közintézmények őrzése stb.) ellátja.

### Szerbiában: Žandarmerija
A Жандармерија / Žandarmerija Szerbia csendőri típusú rendvédelmi szerve, amelyet a szerb belügyminisztérium rendőri igazgatósága írányít 2001 óta. Előtte 1860 és 1920 között működött csendőrség az országban. Fő feladatai között tartozik a béke és a stabilitás visszaállítása, a terrorizmus, valamint az erőszakos csoportok elleni küzdelem, és börtönlázadások visszaszorítása. Egyéb közösségi és katonai feladatokat is ellátnak, mint a biztonsági és a köznyugalom biztosítása, a szervezet bűnözés megakadályozása, a közrend stb.

### Vatikánban: Corpo della Gendarmeria dello Stato della Citta del Vaticano
A Vatikánvárosi Csendőrség 130 fős alakulata 19. századi eredetű, mai szervezetét a VI. Pál-féle reformot követően nyerte el. Míg a Svájci Gárda a pápa testőrségének számít, addig a csendőrség tulajdonképpen a Vatikánváros rendőrsége. Feladata a városállam területén a közrend fenntartása, a személy- és vagyonvédelem, továbbá az igazságügyi és a közlekedésrendészeti szolgálat.